# Ecosocialismo
L'ecosocialismo (o socialismo verde o anche ecologia socialista) è un'ideologia che fonde aspetti del socialismo con quelli della politica verde, dell'ecologia e dell'alter-globalizzazione o anti-globalizzazione. Gli eco-socialisti generalmente credono che l'espansione estrema del sistema  
capitalista sia la causa dell'esclusione sociale, della povertà, della guerra e del degrado ambientale attraverso la globalizzazione e l'imperialismo, sotto la supervisione di stati repressivi e strutture transnazionali.
Gli eco-socialisti solitamente sostengono la correzione o lo smantellamento del capitalismo, concentrandosi sulla proprietà collettiva dei mezzi di produzione da parte di produttori liberamente associati e sul ripristino dei beni comuni.

## Ideologia
Gli eco-socialisti sono critici verso molte forme politiche attuali dei verdi e del socialismo. Essi sono spesso descritti come rosso-verdi, cioè aderenti alla politica dei Verdi con chiare idee anti-capitaliste, spesso ispirate al marxismo.
Il pensiero ecosocialista è spesso considerato fondamentalista o verde-fondamentalista, un termine di solito associato con l'ecologia profonda; tale corrente di pensiero politico-filosofico è molto critica sulle azioni di molti partiti socialisti che basano o hanno basato il proprio pensiero sul maoismo o sullo stalinismo, che hanno cercato di creare una società marxista senza tener conto dello stretto rapporto che esiste tra le forze produttive che possono diventare potenzialmente distruttive nei confronti dell'ambiente e ricadendo nell'errore della società di massa.
L'ecosocialismo si propone un'economia sottomessa all'ambiente dove, attraverso il concetto socialista, vi siano un'universale soddisfazione dei bisogni ed un'uguaglianza sociale in armonia con la protezione e con il rispetto della natura e dell'equilibrio ecologico; dove la proprietà comune dei mezzi di produzione costituito da "produttori liberamente associati" che prevede l'annullamento di tutte le forme di dominio, in particolare la disuguaglianza economica ed il razzismo.
L'ecosocialismo può quindi essere definito come una corrente ecologica che fa suoi i principali argomenti del marxismo, rifiutando allo stesso tempo i concetti di produttività e che cerca di vincolare il valore di scambio al valore d'uso, ricostruendo la struttura di produzione in funzione delle necessità della società e dei bisogni di protezione dell'ecosistema. Il socialismo ecologico, quindi, vede come proprio scopo la costituzione di una società coscientemente ecologica, democratica, basata sull'uguaglianza sociale e sul valore d'uso.

## Azioni proposte
Questa linea politica implica il ripristino dei terreni comuni in opposizione alla proprietà privata, in cui il controllo locale delle risorse valorizza il concetto marxista di valore d'uso superiore al valore di scambio. In pratica, in senso eco-socialista si sono sviluppate diverse teorie della possibilità di mobilitare azioni su base internazionalista, lo sviluppo di reti di individui e gruppi di base che può trasformare radicalmente la società attraverso la non-violenta "progetti prefigurative" per un post-capitalista, il mondo post-statuale.
In tal modo si individua un scenario armonico di società: «una società del “benessere interno netto”, attraverso un nuovo riformismo, della misura e del limite, dell’equilibrio e dell’armonia (...) Questo ecosocialismo ci inserisce
realisticamente sulla scia degli ideali di una giustizia universale, includendo correttamente la dimensione della natura ed il suo rapporto con l’uomo».